# Майерс, Мэг
Мэг Майерс (англ. Meg Myers; род. 6 октября 1986, Нашвилл, США) — американская певица, автор песен, актриса. В настоящее время проживает в Лос-Анджелесе.

## Биография
Родившись в Нашвилле, в семье водителя и матери-свидетельницы Иеговы, Мэг провела свои первые пять лет жизни в Грейт Смоки Маунтинс, штат Теннесси. После развода с отцом Мэг, мать вышла замуж за другого свидетеля Иеговы, который перевёз семью в Огайо. Мать и отчим работали в клининговой компании. Семья постоянно переезжала, за это время Мэг сменила множество школ. В 12 лет Майерс начала петь, писать песни на клавишных и учиться играть на гитаре. В подростковом возрасте была приглашена играть на бас-гитаре в группе одного из братьев.
Через несколько дней после своего 20-летия Майерс приняла решение переехать в Лос-Анджелес, чтобы активно взяться за свою музыкальную карьеру. Она жила в однокомнатной квартире с тогдашним бойфрендом и работала официанткой в одном из кафе Голливуда, где и выступала всякий раз, когда её приглашал владелец. После разрыва отношений со своим парнем Мэг встречает продюсера Эндрю Роберта Рошена, который пригласил её в свой продюсерский центр. Они начали записывать песни для первых мини-альбомов «Daughter in the Choir» и «Make a Shadow». Первый полноценный альбом «Sorry» увидел свет в 2015 году.

## Карьера

### 2012—2013:Daughter in the Choir
Мэг выпустила свой дебютный мини-альбом под названием «Daughter in the Choir» в марте 2012 года. До выхода EP был выпущен сингл «Monster», который стал её первым большим успехом благодаря музыкальному видео, снятому А.П Фишером и спродюсированному Филиппо Несчи. Её второй сингл, «Tennessee», записанный при участии её продюсера Эндрю Роберта Рошена, привлёк внимание британского радио-диджея Мэри Энн Хоббс, которая назвала его своим треком недели.

### 2013—2014:Make a Shadow

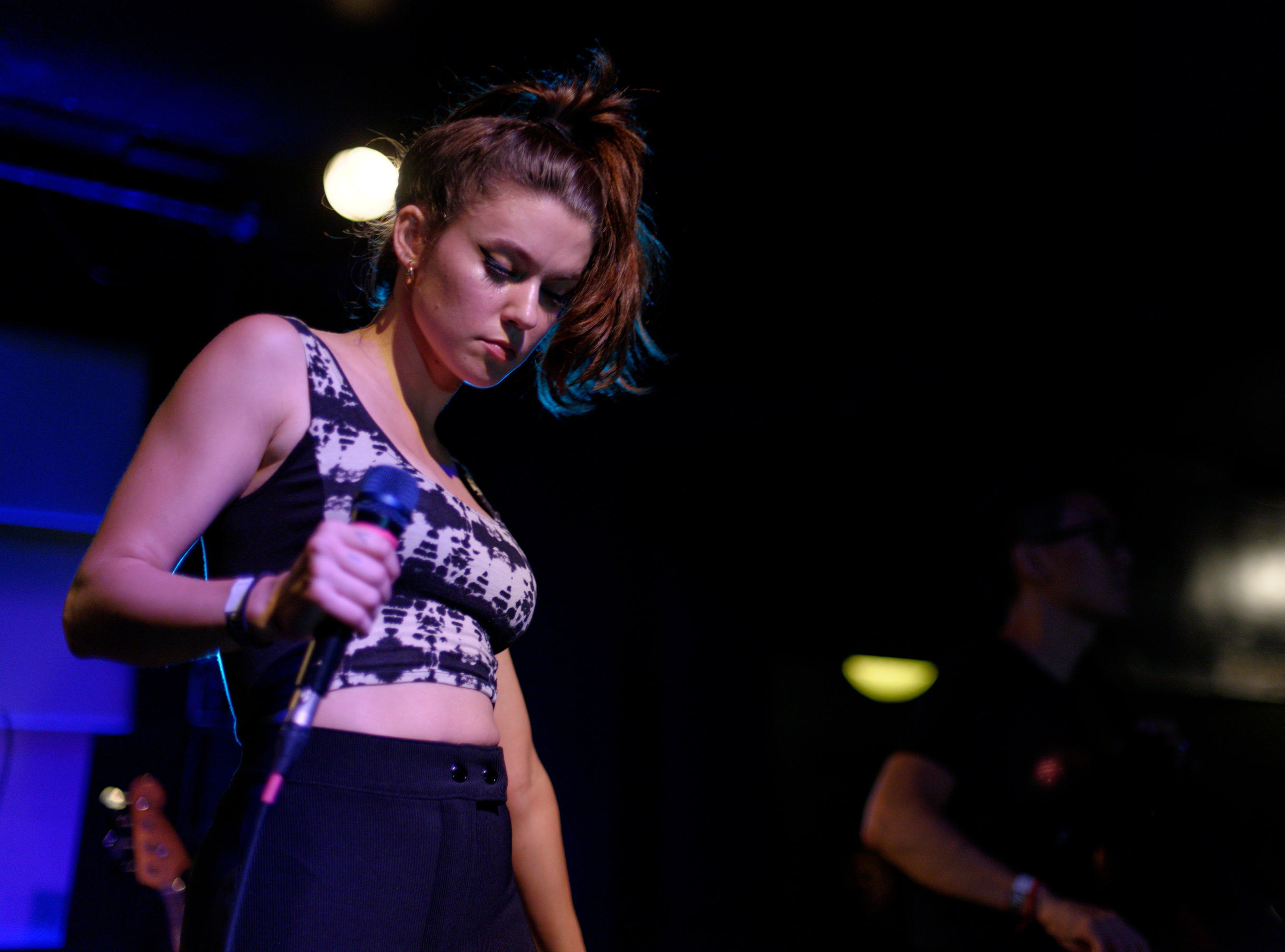
Выступление Мэг в клубе «The Echo», Лос Анджелес, Калифорния, 2014 год

В апреле 2013 Майерс выпускает новый сингл, «Heart Heart Head», на своём лейбле Atlantic Records. Музыкальное видео было выпущено на сайте Jay Z's Life + Times. Pigeons and Planes назвали трек «некомфортным, но в то же время захватывающим». В сентябре 2013 Мэг выступает на разогреве у The Pixies на их трёх шоу в Лос-Анджелесе, Калифорнии и Бруклине и выпускает свой новый сингл «Desire», премьера которого состоялась на сайте Stereogum. В 2014 выпускает музыкальное видео на сингл «Desire» на «Vice’s Noisey» блоге. «Desire» и «Heart Heart Head» вошли в её второй мини-альбом, Make a Shadow, который был выпущен 7 февраля 2014 года. В него также вошла песня «The Morning After», премьера которой состоялась на портале SPIN.

### 2014—2015:Sorry
После выхода EP Make a Shadow внимание на Мэг обратили некоторые радио альтернативной музыки. Первым было радио города Канзас KRBZ, известное своими открытиями ещё неизвестных, но прогремевших позже исполнителей, таких как alt-J. «Desire» вошло в 10-ку самых разыскиваемых треков в Shazam-е города. Песня попала в 4-ку самых популярных песен на KRBZ Kansas City на неделе, закончившейся 15 июня. Трек также держался на 17 позиции в чарте Billboard Alternative Songs. В конце февраля Мэг выкладывает отрывок нового сингла «Sorry», а уже 3 марта полная песня была доступна для прослушивания на официальном youtube-канале певицы. Музыкальное видео на заглавный трек альбома выпущено 7 апреля, а уже в мае Майерс отправляется в тур для поддержки альбома.
23 июля 2015 года был выпущен новый сингл под названием «Lemon Eyes». В тот же день альбом стал доступен для предварительного заказа на iTunes.
15 сентября 2015 Мэг выпустила студийную версию своего нового сингла «Motel». Три дня спустя был выпущен и дебютный альбом Sorry, который дебютировал на 79 позиции в чарте Billboard 200.

### 2017—2018:Take Me to the Disco

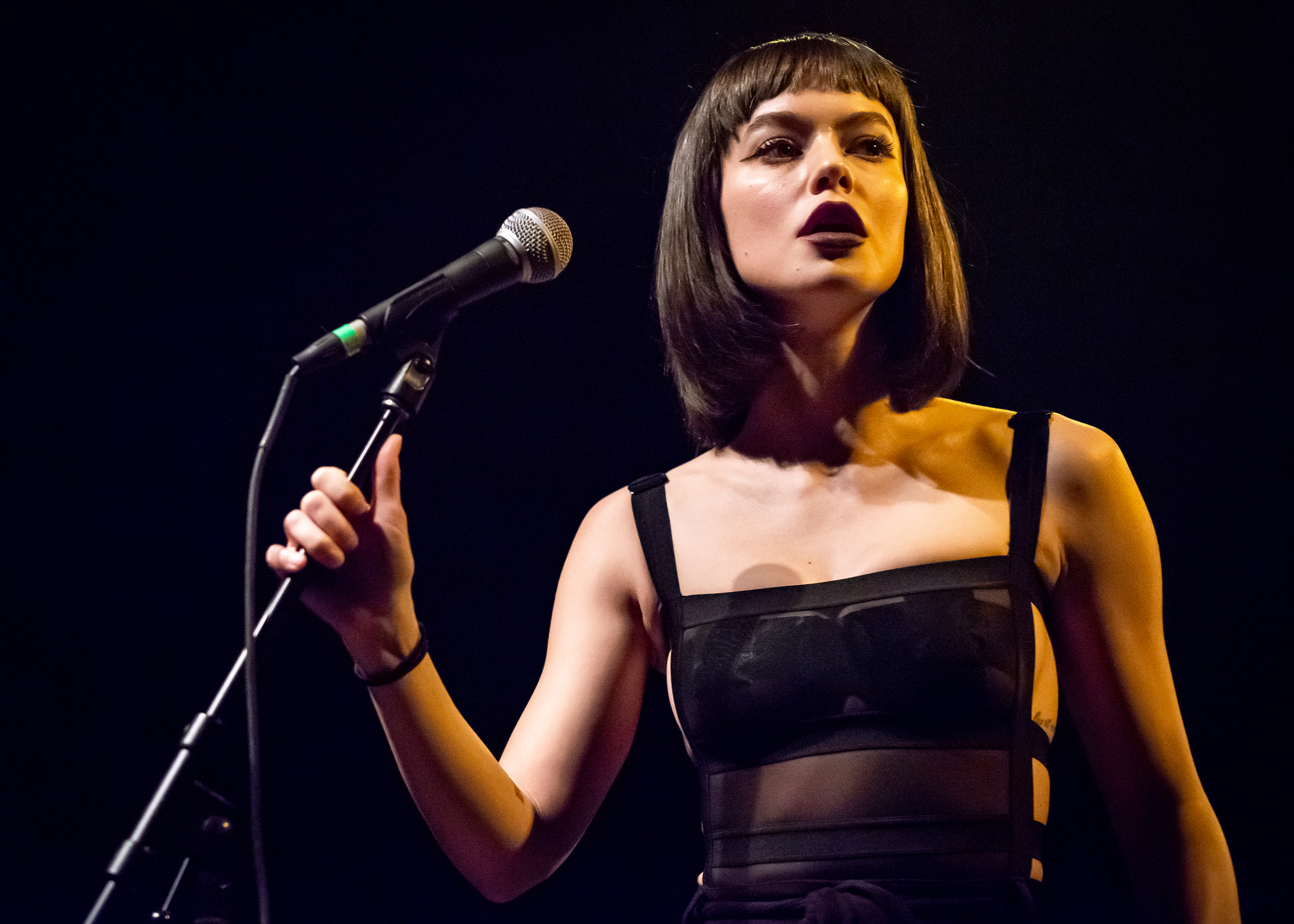
Выступление Мэг в театре «El Rey», Лос Анджелес, Калифорния, 2018 год

30 мая 2017 года певица сообщила в своём инстаграм-аккаунте об окончании работы над новым альбомом. 21 мая 2018 года вышел сингл "Numb". Позже вышел клип на песню "Jealous Sea". Релиз второго студийного альбома под названием «Take Me to the Disco» произошёл 20 июля 2018 года.

### 2022—2023:TZIA
В феврале 2023 была объявлена дата выхода третьего альбома «TZIA»: 24 марта 2023 года. В альбом вошли композиции «HTIS», «Children of Light», «Me».

## Музыкальный стиль и влияния
Музыкальный стиль Мэг — это результат её воспитания и музыкальных влияний в детстве, а также сотрудничества с соавтором и продюсером Doctor Rosen Rosen. Майерс говорит: «Я пришла из гранжевого панк-рока, но всегда хотела писать яркие и запоминающиеся поп-песни». Исполнительница называет своими кумирами Fleetwood Mac, Стинга, Led Zeppelin, Dire Straits и Джеймса Тейлора.
Согласно журналу INTERVIEW, «любовные грани тёмной, интимной музыки Майерс могут напомнить Шинейд О’Коннор или Фиону Эппл, но также в ней есть моменты бунтарства, которые отсылают к её подростковому увлечению такими гранж группами, как Nirvana и Alice In Chains».

## Дискография

### Студийные альбомы
| Sorry                                                        | - Выпущен: 18 сентября, 2015 - Лейбл: Atlantic - Форматы: LP, CD, Digital Download       | 79  | 15 | 21 |
| Take Me to the Disco                                         | - Выпущен: 20 июля, 2018 - Лейбл: 300 Entertainment - Форматы: LP, CD, Digital Download  | 186 | 17 | 40 |
| TZIA                                                         | - Выпущен: 24 Марта 2023 - Лейбл: Sumerian - Форматы: LP, CD, Digital Download, Стриминг | —   | —  | —  |
| «—» альбом не попал в чарт или не был выпущен в этой стране. |                                                                                          |     |    |    |

### Синглы

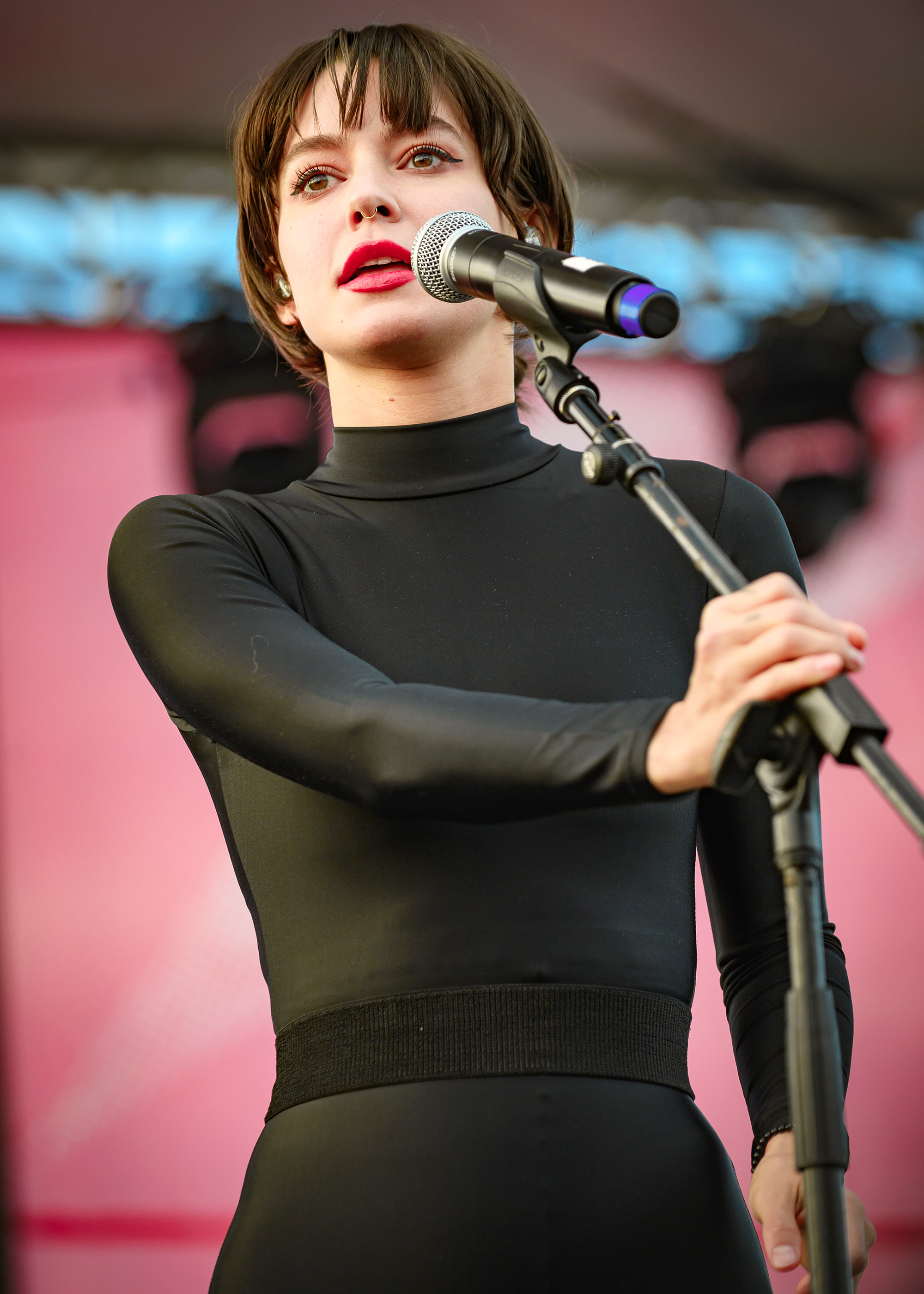
Выступление Мэг в 2020 году

| «Monster»                                                   | 2011 | —  | —  | —  | —   | —   | Daughter in the Choir           |
| «Curbstomp»                                                 | 2012 | —  | —  | —  | —   | —   | Daughter in the Choir           |
| «Tennessee» (совместно с Doctor Rosen)                      | 2012 | —  | —  | —  | —   | —   | Daughter in the Choir           |
| «Heart Heart Head»                                          | 2013 | —  | —  | —  | —   | —   | Make a Shadow                   |
| «Desire»                                                    | 2013 | 17 | 35 | 97 | 39  | 128 | Make a Shadow                   |
| «Sorry»                                                     | 2015 | 16 | 26 | —  | 115 | —   | Sorry                           |
| «Lemon Eyes»                                                | 2015 | 23 | 42 | —  | —   | —   | Sorry                           |
| «Motel»                                                     | 2015 | —  | —  | —  | —   | —   | Sorry                           |
| «Numb»                                                      | 2018 | 32 | —  | —  | —   | —   | Take Me to the Disco            |
| «Running Up That Hill»                                      | 2019 | 1  | 1  | —  | —   | —   | без альбома                     |
| «Any Way You Wanna Love»                                    | 2020 | 30 | —  | —  | —   | —   | Thank U 4 Taking Me 2 The Disco |
| «I Hope You Cry»                                            | 2020 | —  | —  | —  | —   | —   | Thank U 4 Taking Me 2 The Disco |
| «The Underground»                                           | 2021 | 31 | —  | —  | —   | —   | Thank U 4 Taking Me 2 The Disco |
| «HTIS» (совместно с Luna Shadows и Carmen Vandenberg)       | 2022 | —  | —  | —  | —   | —   | TZIA                            |
| «Children of Light»                                         | 2022 | —  | —  | —  | —   | —   | TZIA                            |
| «Children of Light II»                                      | 2022 | —  | —  | —  | —   | —   | TZIA                            |
| «Me»                                                        | 2023 | —  | —  | —  | —   | —   | TZIA                            |
| «—» сингл не попал в чарт или не был выпущен в этой стране. |      |    |    |    |     |     |                                 |

### EP

#### Daughter in the Choir(2012)
Дебютный EP Майерс, Daughter in the Choir, содержит в себе элементы современного попа в сочетании с лирической тоской и грубой, необработанной аранжировкой.
| №                   | Название                               | Автор(ы)                       | Продюсер            | Длительность |
| ------------------- | -------------------------------------- | ------------------------------ | ------------------- | ------------ |
| 1.                  | «Curbstomp»                            | Meg Myers, Andrew Robert Rosen | Doctor Rosen Rosen  | 4:09         |
| 2.                  | «Adelaide»                             | Myers, Rosen                   | Doctor Rosen Rosen  | 3:36         |
| 3.                  | «Tennessee (feat. Doctor Rosen Rosen)» | Eric Frederic, Myers and Rosen | Doctor Rosen Rosen  | 2:03         |
| 4.                  | «After You»                            | Myers, Rosen                   | Doctor Rosen Rosen  | 4:54         |
| 5.                  | «Poison»                               | Myers, Rosen                   | Doctor Rosen Rosen  | 3:40         |
| 6.                  | «Monster»                              | Myers, Rosen                   | Doctor Rosen Rosen  | 3:48         |
| 7.                  | «Monster (Semothy Jones Remix)»        | Myers, Rosen                   | Semothy Jones       | 3:11         |
| Общая длительность: | Общая длительность:                    | Общая длительность:            | Общая длительность: | 25:21        |

#### Make a Shadow(2014)
| №                   | Название            | Автор(ы)                       | Продюсер            | Длительность |
| ------------------- | ------------------- | ------------------------------ | ------------------- | ------------ |
| 1.                  | «Desire»            | Meg Myers, Andrew Robert Rosen | Doctor Rosen Rosen  | 4:45         |
| 2.                  | «Go»                | Myers, Rosen                   | Doctor Rosen Rosen  | 2:55         |
| 3.                  | «Make a Shadow»     | Myers, Rosen                   | Doctor Rosen Rosen  | 4:23         |
| 4.                  | «Heart Heart Head»  | Myers, Rosen                   | Doctor Rosen Rosen  | 4:12         |
| 5.                  | «The Morning After» | Myers, Rosen                   | Doctor Rosen Rosen  | 3:22         |
| Общая длительность: | Общая длительность: | Общая длительность:            | Общая длительность: | 19:37        |

## Видеография
| Название                                        | Год  | Режиссёр          |        |
| ----------------------------------------------- | ---- | ----------------- | ------ |
| «Monster»                                       | 2011 | А. П. Фишер       | [ 22 ] |
| «Tennessee»                                     | 2012 | Дэйв Сегер        | [ 23 ] |
| «Curbstomp»                                     | 2012 | Триш Си           | [ 24 ] |
| «Heart Heart Head»                              | 2013 | Эллиотт Селлерс   | [ 25 ] |
| «Cold»                                          | 2013 | —                 | [ 26 ] |
| «Desire»                                        | 2013 | Джордан Бахат     | [ 27 ] |
| «Go»                                            | 2014 | Роберт Хейлз      | [ 28 ] |
| «Sorry»                                         | 2015 | Эндрю Донохо      | [ 29 ] |
| «Lemon Eyes»                                    | 2015 | Дэвид Вольф       | [ 30 ] |
| «Motel»                                         | 2016 | Джастин Нолан Кей | [ 31 ] |
| «Numb»                                          | 2018 | Клара Аранович    | [ 32 ] |
| «Jealous Sea»                                   | 2018 | Клара Аранович    | [ 33 ] |
| «Running Up That Hill»                          | 2019 | Джо Рой           | [ 34 ] |
| «Any Way You Wanna Love»                        | 2021 | Макс Мур          | [ 35 ] |
| «The Underground»                               | 2021 | Майк Андерсон     | [ 36 ] |
| «HTIS» (feat. Luna Shadows & Carmen Vandenberg) | 2022 | Нас Богадо        | [ 37 ] |
| «Children of Light»                             | 2022 | Нас Богадо        | [ 38 ] |
| «Me»                                            | 2023 | Мэг Майерс        | [ 39 ] |

## В популярной культуре
- Сингл «Monster» звучал в конце 10 серии первого сезона сериала «Банши».
- Песни «Curbstomp» и «Go» были использованы в качестве саундтреков к 10 серии первого сезона и 2 серии второго сезона сериала «Первородные».
- Песня «Make a Shadow» звучала во 2 серии четвертого сезона молодежного сериала «Волчонок, а также в фильме «Американский дьявол».
- Песня «Constant» звучала в эпизоде Американский идол в марте 2019.
- «Desire» была в тизере второго сезона Ханна.